# Macrostemum ciliatum
Macrostemum ciliatum är en nattsländeart som först beskrevs av Georg Ulmer 1926.  Macrostemum ciliatum ingår i släktet Macrostemum och familjen ryssjenattsländor. Inga underarter finns listade i Catalogue of Life.